# Bembidion scintillans
Bembidion scintillans är en skalbaggsart som beskrevs av Bates. Bembidion scintillans ingår i släktet Bembidion och familjen jordlöpare. Inga underarter finns listade i Catalogue of Life.